# Ave, Caesar, morituri te salutant

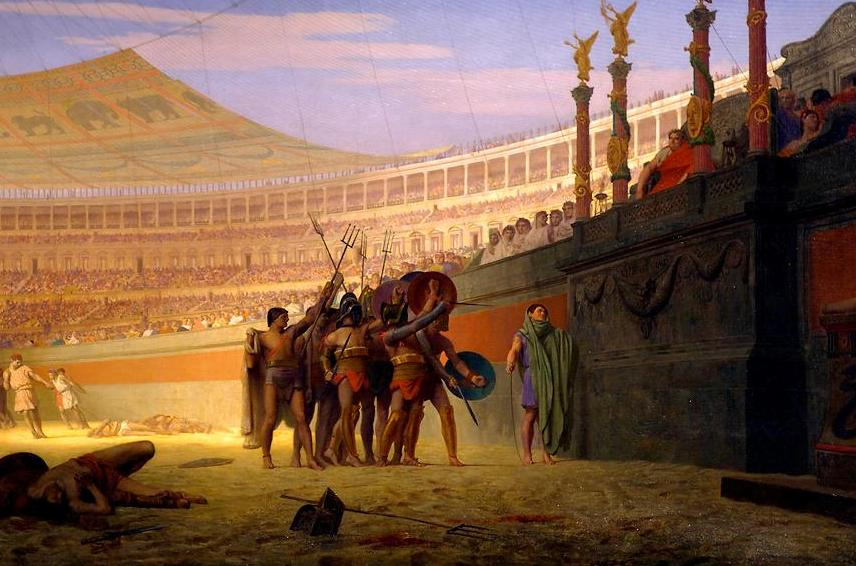
Ave Caesar Morituri te Salutant, por Jean-Léon Gérôme (1859), donde se muestra a un grupo de gladiadores que saluda al emperador Vitelio.

«Ave, Caesar, morituri te salutant» (trad. lit. «Salve, César, los que van a morir te saludan») es una frase latina citada en las Vidas de los doce césares de Suetonio, la cual es tradicionalmente atribuida a los esclavos obligados a convertirse en gladiadores que saltaban a la arena a morir. Históricamente, esta frase se utilizó en un espectáculo acontecido en el 52 d. C. en el lago Fucino por criminales destinados a morir en combate en simulaciones de encuentros navales ante la presencia del emperador romano Claudio. De acuerdo a Suetonio, Claudio contestó: «Aut non» («O no»).
Algunas variantes incluyen «Ave, Imperator» y «salutamus», esta última en primera persona («Quienes vamos a morir») junto con una respuesta en textos del siglo XV de «Avete vos» («Que os vaya bien»).
A pesar de su popularidad en tiempos contemporáneos, dicha frase no se halla registrada en ningún otro documento histórico de Roma, por lo cual se ha cuestionado si existió alguna vez como un saludo típico. Más bien se trató de un caso aislado expresado por cautivos y criminales en tono desesperado que se hallaban condenados a la muerte, e incluso algunos historiadores romanos lo atribuyen al inusual indulto de la plebe que se le garantizaba a los supervivientes de la contienda naval.

## Fuente del material histórico
El texto original proviene de las obras de tres historiadores romanos, todos ellos nacidos tras los eventos del 52 d. C. Suetonio (c. 69–75 hasta después de 130, probablemente escribió alrededor del 121 d. C.), y Dion Casio (aproximadamente 155-164 hasta después de 229, probablemente escribió alrededor del 200-22 d. C.) escribieron cada uno sobre dicho suceso y citaron la frase. Tácito (c. 56–117, escribió desde el 98 al 117) menciona el evento pero no cita la frase.

## Equívocos
La única cita escrita al respecto de la época romana es en la obra de Suetonio, las Vidas de los doce césares, 5 (Divus Claudius), 21, 6. Pero el lema citado por Suetonio es ligeramente distinto de la frase anteriormente citada, es: "ave imperator, morituri te salutant!" Y no es una invocación al dictador romano Julio César sino al emperador romano Claudio. Además, la apelación no provenía de los gladiadores, sino de los condenados a muerte que iban a participar en una naumaquia en la celebración del drenaje del lago Fucino en el año 52 y se dirigieron así, en esa ocasión única y especial, al emperador.

## Uso corriente
Actualmente la frase se usa en tono sarcástico o dramático cuando se va a emprender una acción de riesgo y de éxito incierto.